# Charlie Cotton
Charlie Cotton es un personaje ficticio de la serie de televisión EastEnders interpretado por el actor Declan Bennett del 10 de marzo del 2014 hasta el 24 de septiembre del 2015. Declan regresó brevemente a la serie el 5 de mayo del 2017 y se fue nuevamente el 9 de junio del mismo año.

## Biografía
Charlie aparece por primera vez el 10 de marzo del 2014 cuando acompaña a una agente de la policía para informarle a Dott Colwell-Branning de la muerte de su hijo Nick Cotton. Poco después Charlie regresa a Walford y le explica a Dot que él era el hijo de Nick, luego de que él se casara brevemente con su madre Yvonne en 1980.
Al inicio Dot tiene problemas aceptando a Charlie mientras él la ayuda con los arreglos para el funeral de Nick, luego Dot insiste en que el ataúd esté en su casa el día del funeral, sin embargo cuando varios amigos de Dot van a darle el pésame, Charlie termina peleándose con Ian Beale, la pelea ocasiona que el ataúd se caiga y que un brazo del cuerpo se salga. Charlie reacciona rápido y le dice al director de la funeraria Les Coker que cierre el ataúd y lo clave para que nada como eso volviera a suceder. Después del funeral Charlie lleva a Dot al crematorio para que vea el cuerpo de Nick antes de la cremación sin embargo llegan demasiado tarde y Dot queda destrozada.
Cuando Ronnie Mitchell atropella accidentalmente a Lola Pearce, Charlie intenta consolarla pero ambos terminan teniendo relaciones. Poco a poco Dot comienza a aceptar a Charlie y se lo presenta a su esposo Jim Branning.
Poco después Les comienza a chantajear a Charlie y lo amenaza con revelar el secreto sobre la muerte y el funeral de Nick, luego cuando Dot va a la comisaría y pregunta si alguien llamado Charlie Cotton trabaja para la policía y le dicen que no, comienza a cuestionarse si Charlie es en realidad su nieto. Cuando Dot confronta a Charlie, el intenta explicarle pero Dot se niega a escuchar sus excusas y decide contactar a su madre, Yvonne para obtener respuestas.
Cuando Yvonne llega a Walford apoya la historia de Charlie y le dice que él tenía que usar un nombre falso debido al caso en el que se encontraba, sin embargo cuando Charlie e Yvonne están a solas, él le advierte que guarde el secreto o de lo contrario un miembro de la familia de Dot volvería a lastimarla.
En julio del 2014 Carol Branning descubre que Nick estaba vivo, luego de que contestara el celular de Charlie y reconociera la voz de Nick.
En febrero del 2015 Charlie termina acostándose con Roxy Mitchell, la hermana de su esposa Ronnie.